# Одеська національна музична академія імені А. В. Нежданової
Оде́ська націона́льна музи́чна акаде́мія і́мені Антоні́ни Нежда́нової (ОНМА) — вищий спеціальний музичний навчальний заклад в Одесі. Первісно — Одеська консерваторія, до 2012 р. — Одеська державна музична академія ім. А. В. Нежда́нової. Сучасна назва — з 2012 року.

## Історія
Одеську консерваторію утворено у 1913 році на базі музичного училища (заснованого 1897 року) Одеського відділення Російського музичного товариства. Засновником консерваторії був видатний польський композитор, диригент та педагог Вітольд Малішевський (1873—1939), учень Миколи Римського-Корсакова та Олександра Глазунова і вчитель Миколи Вілінського та Вітольда Лютославського.
1923 року консерваторію розділено на музичний інститут і технікум-виш, які у 1928 році було об'єднано в музично-драматичний інститут імені Людвіга ван Бетховена.
В 1934 році Одеську консерваторію було відновлено в попередньому профілі. У 1950 році їй було надано ім'я видатної оперної співачки Антоніни Нежданової.
В 1960-х роках було збудовано додаткову чотириповерхову будівлю на 40 навчальних класів і новий студентський гуртожиток. В 1970 році, в залі консерваторії було встановлено орган німецької фірми «Зауер».
8 травня 2012 року, Указом Президента України Одеській музичній академії було надано статус "Національної".

## Ректори
- Вітольд Йосипович Малішевський (1913—1921);
- Григорій Арнольдович Столяров (1923—1929);
- Микола Миколайович Чернятинський (1941—1944);
- Костянтин Федорович Данькевич (1944—1951);
- Серафим Дмитрович Орфеєв (1951—1962);
- Василь Петрович Повзун (1962—1968);
- Олександр Григорович Манілов (1968—1971);
- Василь Іванович Шип (1971—1984);
- Микола Леонідович Огренич (1984—2000);
- Олександр Вікторович Сокол (2000-2018);
- Олександр Леонідович Олійник (з 2018— до т.ч.).

## Викладачі
Серед викладачів: Вітольд Малішевський (засновник консерваторії, перший ректор, композиція), Костянтин Пігров, Дмитро Загрецький, Алла Серебрі (хорове диригування), Микола Вілінський (композиція та теоретичні дисціплини), Костянтин Данькевич (ректор, композиція), Берта Рейнбальд (фортепіано), Серафим Орфеєв (ректор, композиція), Ваулін Євген Володимирович, Марія Рибицька, Теофіл Ріхтер (фортепіано), Йозеф Прібік, Віктор Селявін, Володимир Шандровський, Юлія Рейдер, Інна Райченко, Ніна Бартош-Седенко, заслужена діячка мистецтв України Наталія Войцеховська (вокал), народні артисти України Анатолій Дуда, Олена Стаховська (вокал),Галина Поліванова(вокал), Володимир Бондарчук (валторна), Франтішек Ступка (скрипка) та інші.

## Випускники
Серед випускників консерваторії композитори Микола Вілінський, Михайло Каганов та Олександр Красотов, скрипалі Давид Ойстрах, Дмитро Лекгер, Олександр Шайхет, піаністи Еміль Гілельс, Яків Зак, співаки Михайло Гришко, Марія Галій-Моравська, Людмила Довгань, Марія Гулегіна, Олексій Кривченя, Єлизавета Чавдар, Бела Руденко, Лариса Зуєнко, Олександра Фоменко, Зінаїда Лисак, Ася Середа-Голдун, Олександр Цимбалюк, Людмила Цуркан, Людмила Крижанівська, В'ячеслав Нещеретний, Галина Жадушкіна, композитори та диригенти Володимир Фемеліді, Юхим Русинов; кінорежисери Микола Красій, Михайло Казневський; журналіст Ілля Іллюшин; музикознавець Наталія Александрова; хорові диригенти Анатолій Авдієвський, Олександр Вацек, педагог  Елла Карпова та інші.

## Сучасність

### Структура
Має три факультети:
- Фортепіанно-теоретичний та вокальний факультет;
- Оркестрово-диригентський факультет;
- Факультет заочної та магістерської підготовки.

### Спеціальності
Академія проводить навчання за спеціальностями:
- Фортепіано, орган;
- Оркестрові струнні інструменти;
- Оркестрові духові та ударні інструменти;
- Народні інструменти;
- Спів;
- Хорове диригування;
- Оперно-симфонічне диригування;
- Музикознавство;
- Композиція.

### Керівництво
- - Олійник, Олександр Леонідович — ректор (з 2018 р.), кандидат мистецтвознавства, професор, народний артист України, голова Вченої ради.
  - Самойленко, Олександра Івановна — доктор мистецтвознавства, професор, проректор з наукової роботи, член Вченої ради, музикознавець.
  - Оганезова-Григоренко, Ольга Вадимівна — професор, доктор наук, народна артистка України, проректор з навчальної та науково-педагогічної роботи.
  - Черняєва, Ірина Анатоліївна — проректор з науково-педагогічної, організаційно-виховної роботи та міжнародних зв'язків, кандидат філологічних наук, доцент, член Вченої ради.
  - Хіль, Олена Михайлівна — проректор з науково-педагогічної роботи та інформаційно-інноваційної діяльності, доцент, кандидат мистецтвознавства, член Вченої ради.
  - Єрьоменко, Ірина Геннадіївна — проректор з адміністративно-господарської частини.

### Конкурси
На базі Академії проводяться:
- Міжнародний конкурс піаністів пам'яті Еміля Гілельса[3].
- Конкурс камерних ансамблів імені В. П. Повзуна[4].
- Всеукраїнський конкурс молодих виконавців на дерев'яних духових інструментах на честь професора К. Е. Мюльберга[5].

### Музичні колективи
- Духовий оркестр студентів Одеської національної музичної академії імені А. В. Нежданової.
- Оркестр народних інструментів Одеської національної музичної академії імені А. В. Нежданової.
- Симфонічний оркестр Одеської національної музичної академії імені А. В. Нежданової, диригент Заслужений діяч мистецтв Вірменії, професор, академік Мацоян Сергій Галустович.
- Хор студентів Одеської національної музичної академії імені А. В. Нежданової під орудою В. Регрута та Г. Шпак.